# Checoslováquia nos Jogos Olímpicos de Verão de 1936
Checoslováquia competiu nos Jogos Olímpicos de Verão de 1936, realizados em Berlim, na Alemanha. 
Foi a quinta aparição do país nos Jogos Olímpicos, onde foi representado por 189 atletas, sendo 175 homens e 14 mulheres, que competiram em 17 esportes. A delegação conquistou oito medalhas em Berlim, sendo três delas de ouro na canoagem e ginástica, e as cinco restantes de prata.

## Medalhas
| Atleta | Esporte             | Evento                           | Medalha |
| --- | ------------------- | -------------------------------- | ------- |
| Jan Brzák-Felix Vladimír Syrovátka | Canoagem            | C-2 1000 m masculino             | Ouro    |
| Václav Mottl Zdeněk Škrland | Canoagem            | C-2 10000 m masculino            | Ouro    |
| Alois Hudec | Ginástica artística | Argolas                          | Ouro    |
| Bohuslav Karlík | Canoagem            | C-1 1000 m masculino             | Prata   |
| Jaroslava Bajerová Vlasta Děkanová Božena Dobešová Vlasta Foltová Anna Hřebřinová Matylda Pálfyová Zdeňka Veřmiřovská Marie Větrovská | Ginástica           | Equipes femininas                | Prata   |
| Václav Pšenička | Halterofilismo      | Mais de 82,5 kg masculino        | Prata   |
| Jozef Herda | Lutas               | Greco-romana até 66 kg masculino | Prata   |
| Josef Klapuch | Lutas               | Livre até 87 kg masculino        | Prata   |